# Vibranium
 (août 2024).
Le vibranium est un élément métallique de fiction présent dans l'univers Marvel de la maison d'édition Marvel Comics. Créé par le scénariste Stan Lee et les dessinateurs Jack Kirby et John Romita, Sr., le vibranium apparaît pour la première fois (sous la forme du vibranium de l'Antarctique) dans le comic book Daredevil (vol. 1) #13 en février 1966. Au cinéma, il est décrit pour la première fois dans le film Captain America: First Avenger (2011).
Le vibranium provient en majorité du royaume africain imaginaire du Wakanda, dont le souverain est T'Challa, alias la Panthère noire. Une autre version du vibranium, appelée « anti métal », est présente en Antarctique.
Moins résistant que l'adamantium malgré sa grande résistance par rapport aux métaux traditionnels, le vibranium possède par contre un grand pouvoir d'absorption des vibrations.

## Description

### Origine
Le vibranium est un corps métallique naturel extrêmement rare, dont on suppose qu'il est d'origine extra-terrestre. Sur Terre, il se présente sous deux formes : le vibranium du Wakanda et celui de l'Antarctique, ce dernier étant aussi appelé « anti-métal ».
En dépit de nombreuses références contraires, le vibranium (de l'Antarctique ou du Wakanda) n'est pas un élément chimique. Les propriétés de cette substance ne permettent pas de le placer dans le tableau périodique des éléments de Mendeleiev. À ce jour, sa nature exacte demeure toujours inconnue.

### Vibranium du Wakanda
Le vibranium du Wakanda apparaît pour la première fois dans Fantastic Four (vol. 1) #53 en août 1966 et provient du royaume imaginaire du Wakanda, dont le souverain est T'Challa, alias la Panthère noire. Il est présent au mont Kanda, le « mont sacré » du Wakanda, qui est constitué presque uniquement de vibranium.
Le vibranium du Wakanda n'a été découvert que très récemment, bien que son existence faisait l'objet de spéculations depuis plusieurs décennies. En effet, depuis plusieurs siècles, les rois du Wakanda en assuraient la garde, comme un dépôt sacré, prenant garde à en taire jusqu’à son existence. Durant la Seconde Guerre mondiale, une expédition nazie fut menée dans le pays afin de s’emparer du vibranium ; l'expédition fut repoussée par la Panthère noire (alors T'Chaka, le père de T'Challa), le souverain traditionnel wakandais, Captain America (Steve Rogers) et les Howling Commandos du sergent Nick Fury ; en remerciement, le Wakanda offrit un échantillon de vibranium à Captain America, qui le ramena aux États-Unis. Cet échantillon se retrouva entre les mains du docteur Myron MacLain (en), un métallurgiste et chercheur du gouvernement américain. Au cours d'un accident qui n'a jamais pu être reproduit par la suite, MacLain créa un alliage de vibranium avec une forme d'acier. Ce spécimen deviendra le bouclier (en) de Captain America. L'analyse par ingénierie inverse du bouclier permit plus tard de mettre au point l'adamantium.
Le vibranium est reconnu pour ses propriétés d’absorption des énergies vibratoires présentes autour de lui, notamment les ondes sonores. L'énergie vibratoire extérieure est ainsi absorbée mécaniquement dans les liaisons entre les molécules de vibranium. Lors de cette absorption, le taux apparent de vibration des molécules de vibranium n'augmente pas sensiblement ; mais, plus la quantité d'énergie absorbée est importante, plus l'extrait de vibranium devient difficile à abîmer, ou à modeler. En appliquant suffisamment de force, le vibrarium finirait par exploser, libérant en une seule fois la quasi-totalité de son énergie absorbée. Il existe également des limites à la capacité d’absorption de l’énergie vibratoire par le vibranium, mais celles-ci n'ont pas encore été clairement mesurées.
Le vibranium s’est également révélé être un puissant élément mutagène, celui-ci étant responsable de l’apparition d’individus comme Vibraxas ou Vibrania. Il est aussi connu pour avoir imprégné la flore et la faune de ses rayonnements, notamment l’herbe en forme de cœur qui est vénérée par le culte Wakandais de la Panthère noire, ou la chair du Gorille blanc qui est consommée par les adeptes du culte du Gorille blanc ; tous ceux qui en ingèrent obtiennent des capacités surhumaines.
En plus de ses propriétés d'absorption des sons, la Panthère noire a également démontré que le vibranium peut servir à amortir les chutes.

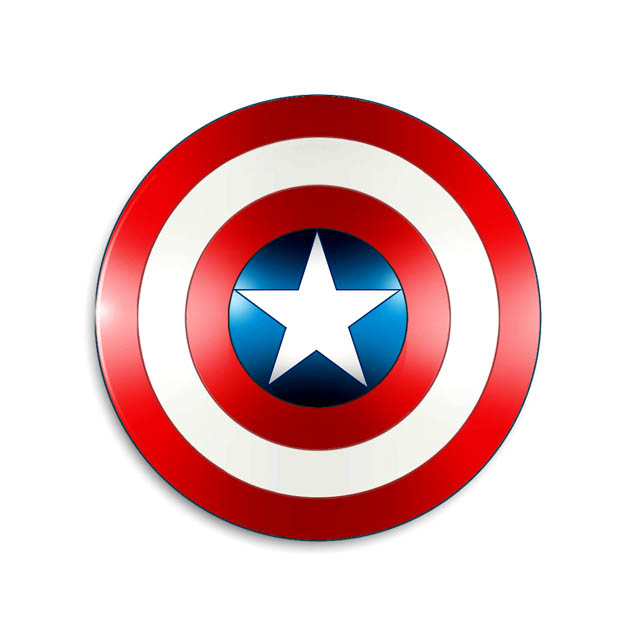
Le bouclier de Captain America (ère moderne) est composé en partie de vibranium.

Le vibranium entre notamment dans la composition du bouclier de Captain America, avec une proportion d'acier et d'un catalyseur de nature inconnue, ce qui lui permet (dans les comics) d'arrêter sans problème des coups surhumains, comme ceux de Hulk par exemple. Il entre aussi dans la composition d'armes et d'accessoires utilisés par T'Challa et par le super-vilain Klaw. T'Challa possède par exemple des bottes dont les semelles sont faites de vibranium, ce qui lui permet d'être parfaitement silencieux lors de ses déplacements et d'atterrir sans dommages après une chute de plusieurs mètres.
Au cinéma, le vibranium du Wakanda est décrit pour la première fois dans le film Captain America: First Avenger. Dans le film Avengers : L'Ère d'Ultron, Ultron tente de se concevoir un nouveau corps de synthèse à partir du vibranium et de la pierre contenue dans le sceptre de Loki (les cellules humaines se combinant parfaitement avec les particules de vibranium).
Depuis la découverte du vibranium wakandais au Wakanda, il est à présent avéré qu’il existe d’autres gisements de vibranium de type wakandais à travers le monde. Ainsi, le conglomérat Roxxon Energy Corporation (en) a découvert une île (quasiment) déserte de l'Atlantique Sud qui possède un gisement de vibranium de type wakandais.

### Vibranium de l'Antarctique
Le vibranium de l'Antarctique, aussi appelée « anti-métal », apparaît pour la première fois dans Daredevil (vol. 1) #13 en février 1966. Il provient de la Terre sauvage de Ka-Zar en Antarctique, découverte par l'explorateur Lord Robert Plunder.
À la différence du vibranium du Wakanda, l’anti-métal produit des vibrations qui liquéfient les métaux entrant en contact avec lui (en provoquant l'affaiblissement des liens moléculaires), y compris le réputé indestructible adamantium. Ses effets sur le métal uru, un métal imaginaire unique à la dimension mystique d'Asgard, demeurent inconnus.
Au-delà d'une certaine quantité de vibranium de l'Antarctique, l'intensité des ondes émises par celui-ci augmente de manière logarithmique et non plus arithmétique. Ainsi, si le mont Kanda du Wakanda (qui contient le vibranium de ce pays) était composé de vibranium antarctique, théoriquement les vibrations résultantes liquéfieraient l'ensemble du métal du continent africain, et sans doute même au-delà.
Le vibranium de l'Antarctique a notamment été utilisé par le fils de Robert Plunder, Parnival Plunder, alias le super-vilain le Pillard, même si le second fils de Robert Plunder, Kevin Plunder (Ka-Zar) veille à empêcher l’exploitation massive de cette ressource par les personnes du monde extérieur. Cependant, le scientifique Hank Pym a aussi employé des fragments de vibranium de l'Antarctique afin de mettre un terme (qu’il pensait être définitif) à l'existence du robot Ultron. Plus tard, lors d'une tentative d’invasion de la Terre par les Skrulls, ceux-ci tentèrent de s’emparer du vibranium de l'Antarctique en se faisant passer pour des agents du SHIELD et en asservissant la population locale, avant d’être contrés par les Vengeurs.
En une occasion, une fraction de vibranium wakandais fut transformée en vibranium de l'Antarctique par un bombardement de particules, mais l’utilisation ultérieure de ce vibranium antarctique « artificiel » par le Wakanda reste à ce jour un mystère.

## Utilisation
Les rares utilisations du vibranium le sont pour fabriquer des équipements dotés d'une grande résistance, comme le bouclier (en) de Captain America qui est pratiquement indestructible, ou les griffes et les semelles des bottes de La Panthère noire. Le vibranium a également été utilisé en différentes occasions par les Quatre Fantastiques.
Le vibranium attire également les super-vilains de l'univers Marvel, notamment Klaw.
Quand on veut montrer un élément quasiment indestructible (comme avec les griffes et le squelette de Wolverine), on utilise le vibranium ou bien l'adamantium, qui est le métal le plus dur de cet univers.

## Comparaison avec des matériaux réels
Si l'on devait comparer le vibranium à un matériau de notre monde réel, le graphène serait ce qui s'en rapproche le plus. Théorisé dès 1947, celui-ci n'a été synthétisé qu'en 2004 et provient du minéral graphite. Des gilets pare-balles en graphène, très résistants, légers et flexibles sont à l'étude et pourraient ainsi se rapprocher du costume en vibranium de la Panthère noire.
Des journalistes ont établi un parallèle entre les réserves de vibranium de Wakanda et l'extraction du coltan en République démocratique du Congo. Le coltan est un minerai contenant du niobium et du tantale, deux métaux rares et précieux, et son exploitation est liée au travail des enfants, à l'exploitation systématique de la population par les gouvernements ou des groupes militants, à l'exposition à des produits chimiques toxiques et à d'autres dangers,,
L'historien Thomas F. McDow établit un parallèle avec l'uranium, trouvé dans la mine de Shinkolobwe dans la province du Haut-Katanga, également en République démocratique du Congo.

## Reprise du terme vibranium dans le monde réel
En 2016, la société américaine Hyperloop Transportation Technologies (HTT), une des compagnies travaillant sur le concept des capsules de train sous vide supersonique, annonce que ses capsules de transport de passagers seront recouvertes d'un nouvel alliage ultra-résistant, appelé « vibranium ». Le revêtement, annoncé comme un « matériau composite double couche », a été développé par la société slovaque C2i, prestataire d'HTT et spécialisée dans le développement de structures à base de fibres de carbone à destination de l'industrie automobile et aéronautique.
Selon HTT, le vibranium annoncé serait « 8 fois plus résistant que l'aluminium et 10 fois plus résistant que les alternatives en acier ».